# 聖なる鐘がひびく夜
「聖なる鐘がひびく夜」（せいなるかねがひびくよる）は、タンポポの4枚目のシングル。1999年10月20日に発売された。

## 概要
初期メンバー（石黒彩・飯田圭織・矢口真里）では最後のシングルとなった。
カップリングは、3人それぞれのソロバージョンがアレンジを変えて収録されている。
初回仕様特典にはトレーディングカードが封入されている。
テレビ東京系列『アイドルをさがせ!』エンディングテーマ。

## 収録曲
全作詞・作曲：つんく　全編曲：小西貴雄
1. 聖なる鐘がひびく夜 - (5:07)
2. 聖なる鐘がひびく夜 (featuring Iida) - (5:01)
3. 聖なる鐘がひびく夜 (featuring Ishiguro) - (5:01)
4. 聖なる鐘がひびく夜 (featuring Yaguchi) - (5:01)

## 参加ミュージシャン
聖なる鐘がひびく夜
- キーボード&プログラミング：小西貴雄
- マニピュレータ：勝浦剛
- コーラス：タンポポ

## カバー
- レイラ・ハサウェイ - トリビュートアルバム『カバー・モーニング娘。ハロー!プロジェクト!』（2002年12月18日）に収録。
- 亀井絵里、新垣里沙、田中れいな、嗣永桃子、矢島舞美、鈴木愛理 - 配信カバーアルバム『ハロカバ』に収録。